# اللحية الزرقاء (فلم)
اللحية الزرقاء (بالكورية: 해빙) فيلم إثارة نفسية كوري جنوبي، من إخراج تشو جين وونغ وبطولة تشو جين وونغ.

## القصة
سيونغ هون طبيب بعد أن تُفلس عيادته ينتقل للعمل في مشفى يُديره صديقه فيتورط في جرائم قتل متسلسلة بعد ظهور جثة غريبة من نهر هان.

## الانتاج
اللحية الزرقاء هو أول فيلم روائي طويل للمخرجة لي سو يون منذ أربعة عشر عامًا بعد فيلمها The Uninvited عام 2003. خسر تشو جين وونغ، الذي لعب دور طبيب يعاني من انهيار عقلي، ما يقرب من 18 كيلوغرام من وزنه لاجل اداء دوره في الفيلم.
بدأ التصوير في 20 يوليو 2015، وانتهى في 7 أكتوبر 2015. تم تصوير الفيلم بالكامل في كوريا الجنوبية، وجزئيًا في الفلبين لمشهد النهاية حيث التقى المراهق بوالدته الفلبينية.

## الاصدار
تم إصدار فيلم اللحية الزرقاء في دور العرض في 1 آذار/مارس 2017. وقد اجتذب 386,088 مشاهدًا في اليوم الأول له في السينما الكورية، مسجلاً الرقم القياسي لأفضل افتتاح لشهر مارس على الإطلاق في كوريا الجنوبية. وعرض الفيلم في اليابان وهونغ كونغ وماكاو والفلبين، وحصل على إصدار محدود في أمريكا الشمالية في الولايات المتحدة وكندا. واختير الفيلم أيضًا للعرض في مهرجان بروكسل السينمائي الدولي، ومهرجان هاواي السينمائي الدولي، ومهرجان أوديني السينمائي للشرق الأقصى في إيطاليا.

## الجوائز والترشيحات
| السنة | الجائزة                   | الفئة           | المستلم       | النتيجة |
| ----- | ------------------------- | --------------- | ------------- | ------- |
| 2017  | جوائز السول               | أفضل ممثل ثانوي | كيم داي ميونغ | رُشِّح     |
| 2017  | جوائز أفلام بویل          | أفضل ممثل       | تشو جين وونغ  | رُشِّح     |
| 2017  | جوائز أفلام بویل          | أفضل ممثل ثانوي | كيم داي ميونغ | رُشِّح     |
| 2017  | جوائز أفلام بویل          | أفضل سيناريو    | لي سو يون     | رُشِّح     |
| 2017  | جوائز أفلام التنين الأزرق | أفضل ممثل ثانوي | كيم داي ميونغ | رُشِّح     |
| 2018  | جوائز افلام جونسا الفني   | أفضل ممثل ثانوي | كيم داي ميونغ | رُشِّح     |

## روابط أضافية
- مقالات تستعمل روابط فنية بلا صلة مع ويكي بيانات
- اللحية الزرقاء على هانسينما